# Friedrich Wilhelm Wolfrath
Friedrich Wilhelm Wolfrath (* 3. September 1757 in Glückstadt; † 26. Juni 1812 in Rinteln) war ein deutscher evangelischer Theologe.

## Leben
Friedrich Wilhelm Wolfrath wurde als Sohn eines Diakons am 3. September 1757 in Glückstadt geboren und zunächst von seinem Vater vorgebildet. Anschließend begann er 1775 an der Universität Kiel das Theologiestudium, wechselte drei Jahre später nach Leipzig und ein weiteres Jahr später an die Universität Halle. Anschließend bestand er sein theologisches Amtsexamen in seiner Heimatstadt. Nachdem er sich darauf als Hauslehrer betätigt hatte, nahm er 1781 eine Adjunktenstelle in Altona an. Zugleich wurde er Prediger in Ottensen. 1789 wurde er zum zweiten Prediger von Rellingen befördert. Schließlich ernannte man ihn 1795 in Husum zum Pastor und Propst. Vier Jahre später kehrte er als Schloss- und Garnisonsprediger zurück in seine Heimatstadt. 
Nachdem er am 31. Juli 1801 von der Universität Kiel zum Doktor der Theologie promoviert worden war, nahm er 1805 ein Angebot als Theologieprofessor an der Universität Rinteln an. Gleichzeitig wurde er auch dort Hauptpastor, Konsistorialrat sowie Superintendent zu Schaumburg. Die Universität verlieh ihm 1807 auch den Ehrendoktor der Philosophie. Wolfrath starb dort am 26. Juni 1812 im Alter von 54 Jahren.

## Schriften
- Freuden der einsamen Andacht für denkende Christen (drei Bände; 1784)
- Predigten über die Bestimmung des Menschen (1785)
- Aussichten in die unsichtbare Welt (1787)
- Christliche Reden bei besondern Gelegenheiten (1791)
- Homiletisches Handbuch zu den Perikopen der Schleswig-Holsteinischen Kirchen-Agende des Jacob Georg Christian Adler (vier Bände; 1798)
- Ueber den Werth der Freundschaft (1805)
- Liturgisches Handbuch (zwei Bände; 1806)
- Lehrbuch der religiös-moralischen Katechetik und Dialektik (1807)
- 12 Predigten (1808)
- Lehrbuch der allgemeinen Katechetik und Dialektik (1808)
- Religionslehrbuch für den fortgesetzten Schul- und Confirmandenunterricht (1811)